# Castrillón (lugar)
Castrillón (oficialmente, en eonaviego, Castriyón) es un lugar perteneciente a la parroquia de Castrillón, en el concejo de Boal, comarca de Eo-Navia, Principado de Asturias, España.